# Grand-Papa
Pour grand-père, voir Aïeul.
Grand-Papa est une série télévisée québécoise en 115 épisodes de 25 minutes scénarisée par Janette Bertrand et diffusée du 14 septembre 1976 au 12 juin 1979 à la Télévision de Radio-Canada.

## Synopsis
Le téléroman raconte la vie d'un veuf qui exerce un contrôle serré sur sa famille, mais dont le cœur sera rattrapé par un amour tardif.

## Fiche technique
- Scénariste : Janette Bertrand
- Réalisation : Aimé Forget, Geneviève Houle, Rolland Guay et Lucile Leduc
- Société de production : Société Radio-Canada

## Distribution
- Jean Lajeunesse : Charles-Henri Lamontagne
- Pierre Dufresne : Jean-Paul Lamontagne
- Amulette Garneau : Armande Lamontagne
- Rita Lafontaine : Martine Gagnon
- Albert Millaire : Raoul Gagnon
- Ronald France : Robert Lamontagne
- Monique Chabot : Véronique Lamontagne
- Jean-Louis Millette : Marcel Lamontagne
- Louise Latraverse : Claudette Lamontagne
- Guy Godin : Jacques Lamontagne
- Catherine Bégin : Marguerite Lamontagne
- Jean-Pierre Masson : Arthur
- Gérard Paradis : Magella
- Septimiu Sever : Michel
- Juliette Huot : Sœur Angèle
- Johanne Garneau : Lise Lamontagne
- Lucie Saint-Cyr : Rose Lamontagne
- Yves Fortin : Jean-François Lamontagne
- Marcel Sabourin : Martin Roy
- Sophie Clément : Shirley
- Jocelyne Goyette : Estelle
- Marie Guimont : Anémone Lamontagne
- Diane Lavallée : Catherine Lamontagne
- Elsa Lessonini : Geneviève Gagnon
- Denis Mercier : Claude Roy
- Yolande Roy : Rose-Anita Sauvé
- Patricia Nolin : Sœur Marie Lamontagne
- Béatrice Picard : Cordélia
- Daniel Tremblay : Mathieu Bélanger
- Louise Turcot : Marie-Marthe Cloutier
- Sylvie Beauregard : Linda
- Nicole Boulay : Secrétaire médicale
- Sébastien Claude : Bébé
- Rolland D'Amour : Logeur
- Gisèle Dufour : Mme Langlois
- Muriel Dutil : Solange Roy
- Nicole Filion : Infirmière
- Roger Garand : Chambreur
- Pierre Gobeil : Dr Serge Couture
- Claude Grisé : Enquêteur
- Alexandre Guité : Simon
- Yvonne Laflamme : Mme Riendeau
- Germaine Lemyre : Corinne
- Élizabeth Lesieur : Louise
- Ovila Légaré : Georges
- Pauline Martin : Lili
- Yves Massicotte : Directeur de banque
- Lucie Mitchell : Frezildee
- Thérèse Morange : Sœur Yvonne
- Nathalie Naubert : Dr Louise Saucier
- Jean-Louis Paris : M. Lefort
- Juliette Pétrie : Céline
- Donald Pilon : Mari de Lili
- Marco Ramirez : Amoureux
- Claire Richard : Secrétaire
- Sophie Sénécal : Avocate
- Lise Thouin : Mme Lacoste
- Serge Thériault : Gaétan